# ルーシー・ブラックマン事件
ルーシー・ブラックマン事件（ルーシー・ブラックマンじけん）とは、2000年7月に神奈川県三浦市でイギリス人女性ルーシー・ブラックマン (Lucie Blackman) が強姦されて死亡した事件。

## 事件の概要

### 経緯
- 2000年7月1日 - 元英国航空乗務員で、ホステスとして六本木で働いていたブラックマンが、友人に連絡後に行方不明になった。3日には、男からブラックマンの友人に電話があり、不審に思った友人が警察に捜索願を出した。ブラックマンが失跡した直後の7月5日ごろ、被疑者がこのマンションを訪れて管理人とトラブルになっているところや、スコップを持って海岸を歩いているのが目撃されていた。
- 2000年8月22日 - ブラックマンの妹が記者会見し、1万ポンド（当時160万円）の懸賞金をかけて有力情報の呼びかけを行った。9月下旬には、警視庁刑事部捜査第一課と麻布警察署が被害者が勤めていたクラブの常連客で不動産管理会社社長の男を捜査していることが明らかになった。また、ブラックマンの周辺で新たに外国人女性二人が行方不明になっていることも発覚した。
- 2000年10月12日 - 別件の準強制わいせつ容疑で被疑者が逮捕された。後日、神奈川県三浦市内の所有するマンションの一室やモーターボート付近の海岸などを警察が捜索した。 この結果、眠らされている状態の若い女性と性交するビデオが大量に押収された。しかしそのビデオのなかにブラックマンが写っているものは無かった。また麻薬や睡眠剤(クロロホルム)などに関する本もあり、押収された。
- 2000年11月17日 - 被疑者が再逮捕された。東京地方検察庁は同日、ブラックマンに対する準強姦罪で被疑者の男を東京地方裁判所に起訴した。警視庁はDNA鑑定のため、ブラックマンの家族に毛髪の提供を要請した。
- 2001年1月26日 - オーストラリア人女性に対する強姦致死容疑で再逮捕された。
- 2001年2月 - 被疑者のマンションから近い三浦市内の海岸にある洞窟内で、地面に埋められた浴槽内で遺体がバラバラに切断された状態で発見された。

### 裁判
その後、被疑者はブラックマンを含めた10人の女性（日本人4人と外国人6人）に準強姦をし、そのうち2人の女性（ブラックマンとオーストラリア人女性）を死亡させたとして東京地検から東京地裁に起訴された。死亡原因は暴力でなく、被害者を眠らせる際に使用したクロロホルムなどの睡眠導入剤の副作用と推定された。審理は2000年12月の初公判から2007年4月の判決まで61回に及んだ。
被疑者は他9事件については1人の致死罪を除いておおむね認めた。しかしルーシー・ブラックマン事件については、検察側が死亡したとする時間の直前に自分のマンションの部屋でブラックマンと会ったことは認めたが、裁判時には死亡していた知人が関与した可能性を示唆した上で無罪を主張した。

## 犯人のプロフィール
犯人は1952年、大阪府生まれで、在日韓国人の親を持つ貸しビル会社社長。貧しい移民から不動産会社・駐車場・タクシー会社・パチンコ屋の経営者として成功した父を持ち、帝塚山の裕福な家庭で育った。17歳のときに父を亡くし、2人の兄弟とともに莫大な遺産を相続した。リチャード・ロイド・パリーは、貧しい移民から裕福になった家族のもとで甘やかされた経歴がこの犯罪に影響を与えた可能性を示唆するが、「同様の経歴を持つ人は多い」("But there are many people with similar backgrounds") ためこれだけでは犯行の原因は説明できないとする。
慶應義塾高等学校入学とともに単身上京し、父親から与えられた田園調布の家政婦つきの一軒家で生活していた。高校在学中、1969年頃からアルコールやクロロホルムや睡眠薬の使用による昏睡レイプを始め、1995年まで209人の女性に対する性的暴行をノートに記録していた。1971年に韓国籍から日本国籍に帰化。
高校卒業後、慶應義塾大学への内部推薦を辞退し、駒澤大学への在学を経て3年間アメリカ合衆国やスウェーデンに遊学した。当時、カルロス・サンタナの知遇を得たと自称している。1974年ごろに帰国し、慶應義塾大学法学部の法律学科と政治学科を卒業した。
30代以降に家業の駐車場経営や不動産業で成功し、総資産が40億円に達した時期もあるが、2000年に本事件で逮捕される前にはすでに事業で失敗していた。1999年には自宅を一時的に差し押さえられたほか、逮捕されるまでの18ヶ月間に複数の所有物件の差し押さえを受けていた。この間、1983年には前方の自動車に追突する交通事故を起こし、1998年には和歌山県白浜海岸で女子トイレの盗撮事件を起こしてそれぞれ罰金刑を受けていたほか、1998年以前にも同様の性犯罪による逮捕歴があった。

### 民族的出自
犯人は21歳まで韓国籍だったが、21歳のときに日本国籍を取得した。有罪判決を受けたのが民族的な被差別マイノリティだったことについて、『黒い迷宮──ルーシー・ブラックマン事件15年目の真実』の著者リチャード・ロイド・パリーは不用意に出自と犯罪を結びつけることは「人種差別主義者と同じ」だと警告した上で、「日本のニュース機関というのは、どうも在日外国人などの出自の問題になると、非常に神経質になる部分もある」と指摘し、「在日韓国人であったことと、事件の犯人であるということは、すべて並列な事実の中の一つであって、その事実を読者に知らせるために、それぞれ述べることに関しては何の問題もありません」という考え方を示した。パリーは「ただ、彼が日本という国で生まれ育った人間であることを考えると、その意味で日本にも何らかの原因はあるのではないか」とも述べ、該当事件の捜査に関する日本警察の無能さとともに、犯人の出自に関する報道状況に関して「日本社会にはタブーがあるとも気がついた」とコメントした。日本のテレビ報道では家族構成も含めて全てが謎の大富豪と逮捕後も報道され続け、民族的出自を初めて報じたのは起訴直前になっての雑誌報道だけであった。
『Salon.com』のLaura Millerによれば、犯人が逮捕後も写真撮影を拒んだことなどについて、「民族的出自がコリアンだから反抗的行動をしているのだと日本人は非難した」("The Japanese blamed ... recalcitrant behavior on his Korean ethnicity")。

## 被告人による訴訟
2008年1月、まだ控訴審が始まる前には、受刑者（当時は被告人）が『マンガ 嫌韓流』の版元である晋遊舎と作者の山野車輪を提訴している。理由は、
1. 『嫌韓流』第3巻（2007年8月下旬刊行）p.187に「1992年2月から2000年7月の間に白人女性ら10人をマンションに連れ込んで意識を失わせ強姦し、そのうち2人を死亡させたとして有罪判決を受けた」とあるが、判決では1人を死亡させたとしか認定されていない[21]。
2. 「有罪判決」が当時まだ確定判決ではなかったことを明記していない[21]。
3. 「いや実は彼は…元在日なんだ」ともあるが、反韓の文脈でこの情報を記すことは原告への名誉毀損にあたる（のちプライバシー侵害の主張も追加）[21]。

というもので、損害賠償請求額は5000万円、さらに『嫌韓流』第3巻p.187の当該記述を削除せよと求めていた。山野は「2人を死亡させた」との記述については「単純ミス」と認めつつも、「当時すでに彼の社会的評価は最悪だったので、この記述によってさらに評価が低下したとはいえない」と反論。また「有罪判決」が当時まだ一審判決に過ぎなかったことは広く報じられており、自明であると述べた。「元在日」との記述については「ある人の国籍を述べることは名誉毀損なんですか？ 彼は在日だったことが恥ずかしいのですか？ 彼の考え方はおかしいですよ」と抗弁している。
一審では山野側の代理人弁護士が「バックに組織がいるような気がする」「事務所に集団抗議や嫌がらせが来ないとも限らない」との理由で逃げてしまい、山野側は新しい弁護士を立てて争った。
2008年9月18日、東京地裁で原告の主張が訴因2を除いて認められ、山野らは慰謝料80万円の支払いを命じられた（ただし削除の要求については却下）。
2009年3月5日、東京高等裁判所は山野らに20万円の支払いを命じた。東京高裁は、原告が元在日韓国人だったとの事実は2007年8月下旬当時広く知れ渡っていたとはいえず、山野の記述はプライバシー侵害にあたると認めつつ、重大事件で有罪判決を受けた者に関しては民族的出自を公表する利益が公表しない利益を上回ると判示した。その後、原告は最高裁への上告を断念し、高裁判決が確定した。この顛末は山野の著書『マンガ嫌韓流4』に描かれたが、山野は「印税の半分は○○○○（原文は実名）との裁判での費用に飛び、アシスタント経費などと合わせて、利益は全く上がっていません。ザル勘定でプラスマイナスゼロ。ただしこの裁判費用については、版元の方が多く負担してくれたことは記しておきたい」と述べている。
このほか、受刑者（当時は被告人）は『週刊新潮』を名誉毀損で提訴したり、「霞っ子クラブ」のブログの記述に訂正を要求したりしている。また『タイムズ』紙のリチャード・ロイド・パリーも名誉毀損で提訴されている。訴えの内容は「被告人が拘置所で服を脱ぎ、独房の洗面台にしがみついて出廷を拒否したとの報道は事実無根」というもので、この時の損害賠償請求額は3000万円であった。パリーは勝訴したものの、『タイムズ』紙は約1200万円の弁護士費用の負担を余儀なくされた。被告人個人は2004年に238億円の負債を抱えて破産していたものの、タクシー会社やパチンコ屋を経営する家族が高額の裁判費用等を負担していた。

## 被告人による自作自演の「冤罪」キャンペーン
2006年、「真実究明班」名義で「ルーシー事件の真実」と称するウェブサイトが開設された。翌2007年5月、「ルーシー事件真実究明班」名義で『ドキュメンタリー ルーシー事件の真実―近年この事件ほど事実と報道が違う事件はない』（以下『ドキュメンタリー ルーシー事件の真実』と略記）と題する本が飛鳥新社から刊行された。いずれも検察の立証の疑わしさを主張し、被告人（当時）の冤罪の可能性を訴える内容であった。
『ドキュメンタリー ルーシー事件の真実』p.31には「真実究明班は、ジャーナリスト、法科大学職員、元検事を含む法曹界会員などで構成されている」と記されていたが、この本の実態は被告人から委託された弁護士による自費出版物であり、飛鳥新社としては、被告人の命令と監督で作られた本と認識していた。
2010年2月、飛鳥新社が被告人とその弁護士に対して民事訴訟を起こし、1314万6481円の未払金の支払を求めた。訴状には、『ドキュメンタリー ルーシー事件の真実』が被告人の刑事事件を有利にするためのキャンペーン活動の一環として書籍の出版、広告等の業務委託が行われたものであること、被告らは、上記キャンペーン活動を中立性ある活動であるかのように装うために、同キャンペーンの担い手が第三者からなる特定の団体であるかのように装ったこと、『真実究明班』はもとより法人格を有する法人ではなく、権利能力なき社団に該当する程度の社団性もなく、その実体は、被告ら個人に過ぎないことが書かれていた。
ウェブサイト「ルーシー事件の真相」には被害者の日記の一部や遺族の署名した書類、公判速記録などが裁判所の許可なく掲載されていた。このため警視庁は立件を検討したが、ドメイン名がオーストラリア領クリスマス島のものであったのをウェブサイトのサーバーが日本国外と誤解したため捜査は行われなかった。（実際にはこのサイトをホストしているのは京都の株式会社メディアウォーズ（代表取締役社長三上出）である。）

## 状況証拠
以下の状況証拠をどう評価するかが焦点となった。
- 髪の毛などから、被害者が被疑者のマンションにいたこと
- 被害者が死亡したとされる時期の直後に、遺体の損壊・遺棄に使ったとみられるチェーンソー・セメントなどを購入していたこと
- 被疑者のパソコン記録では、被害者が死亡したとされる時期の直後にインターネットで死体の処理方法が検索されていたこと
- 遺体の損壊が激しかったため、睡眠薬の代謝物が検出されたものの死因が特定できず、薬物や被疑者のDNAが検出されなかったこと
- 被疑者が起こした他9事件に、ルーシー・ブラックマン事件と類似の犯罪性向があること
- 他9事件では存在した、薬物を使って女性への乱暴を撮影したビデオテープが、ルーシー・ブラックマン事件では発見されなかったこと
- 死亡したとされる時期の後にブラックマンの生存を偽装する電話をブラックマンの友人にかけたのは被疑者である可能性が高いこと

直接証拠に乏しいこの事件に対しては、2006年9月に被疑者の無罪を訴える内容のホームページが「真実究明班」名義で開設されており、それらの主張は後に書籍としてまとめられている。「真実究明班」は、被疑者の行為は被害者と金銭において合意の上で行われたものであるとしているが、そのホームページには、裁判関係者でしか入手し得ないはずの資料も使用されている。

## 刑事裁判

### 第一審・東京地方裁判所
- 東京地検は被告人が失踪前のブラックマンと行動していた点・遺体を固めるのに使用されたものと同種のセメントが被告人の部屋から発見された点などの状況証拠を積み重ねて有罪を主張し、法定刑の上限の無期懲役を求刑した[1]。
- 2007年7月24日に開かれた判決公判で東京地裁（栃木力裁判長）は被告人に無期懲役を言い渡した[1][32][33]。東京地裁はブラックマン以外の女性9人に対する準強姦致死罪などを事実認定したが、ブラックマンの件に関しては「合理的疑いが残る」として無罪を言い渡した[33]。東京地検・被告人ともに判決を不服として東京高裁に控訴した[34]。

### 控訴審・東京高等裁判所
- 2008年3月25日 - 控訴審初公判。弁護側は、当事件の被害者に関する全ての罪とオーストラリア人の致死罪に関して無罪を主張した。検察側は、有罪を求めた。
- 2008年7月 - 一審で致死罪が認定されたオーストラリア人女性の遺族に、被告人が見舞金1億円を支払っていたことが明らかになった。被告人はこの見舞金を「お悔やみ金」としており、女性に対する殺害は関係ないと主張している。
- 2008年12月16日 - 控訴審判決公判にて東京高裁（門野博裁判長）は第一審判決を破棄した上で被告人に改めて無期懲役判決を言い渡した[33][35][36][37]。東京高裁はブラックマン事件について準強姦致死罪を認めなかったが、わいせつ目的誘拐・準強姦未遂・死体損壊・死体遺棄の各罪を有罪と認定した[33]。弁護人側は判決を不服として最高裁に上告した。

### 上告審・最高裁判所第一小法廷
- 2010年12月7日付で最高裁第一小法廷（桜井龍子裁判長）は控訴審・無期懲役判決を支持して被告人の上告を棄却する決定をしたため無期懲役が確定した[33][38]。

## メディア
2023年 - 『警視庁捜査一課 ルーシー・ブラックマン事件』（ドキュメンタリー映画） 被害者の家族、捜査担当の警察官、ホステス時代の同僚など、広範囲な関係者のインタビューで構成される。外国人の犯罪被害者に対して日本の警察が冷淡なことが強調される作りになっている。英語字幕版もあり、世界公開されている。

## 関連書籍
- 松垣透『ルーシー事件 闇を食う人びと』（2007年4月9日、彩流社）ISBN 9784779112621
- ルーシー事件真実究明班『ドキュメンタリー ルーシー事件の真実 近年この事件ほど事実と報道が違う事件はない』（2007年5月1日、飛鳥新社）ISBN 9784870317864
- リチャード・ロイド・パリ―『黒い迷宮: ルーシー・ブラックマン事件15年目の真実』（2015年4月22日、早川書房）
- 高尾昌司『刑事たちの挽歌〈増補改訂版〉 警視庁捜査一課「ルーシー事件」』（2022年12月6日、文春文庫/文藝春秋）